# Ostichthys acanthorhinus
Ostichthys acanthorhinus là một loài cá biển thuộc chi Ostichthys trong họ Cá sơn đá. Loài này được mô tả lần đầu tiên vào năm 1982.

## Từ nguyên
Từ định danh acanthorhinus được ghép bởi hai âm tiết trong tiếng Hy Lạp cổ đại: ákanthos (ἄκανθος; "gai, ngạnh") và rhīnós (ῥῑνός; "mũi"), hàm ý đề cập đến gai nhọn ở mỗi bên xương mũi.

## Phân bố
Từ Biển Đỏ và vịnh Oman, O. acanthorhinus được phân bố trải dài về phía đông đến Myanmar xuống phía nam đến Indonesia và bờ bắc Úc. Loài này được tìm thấy ở vùng nước có độ sâu trong khoảng 200–600 m. Ở Ấn Độ, O. acanthorhinus bị nhầm lẫn với Ostichthys kaianus.

## Mô tả
Chiều dài cơ thể lớn nhất được ghi nhận ở O. acanthorhinus là 11,2 cm. Màu sắc hoàn toàn là đỏ mà không có bất kỳ vệt trắng nào. Phía trước mỗi xương mũi của chúng có một gai nhọn hướng về phía trước; một ngạnh khác ở ngay góc xương trước nắp mang.
Số gai ở vây lưng: 12; Số tia vây ở vây lưng: 13; Số gai ở vây hậu môn: 4; Số tia vây ở vây hậu môn: 11; Số tia vây ở vây ngực: 16–17; Số vảy đường bên: 29.